# Gaig blau de Sulawesi
El gaig blau de Sulawesi (Coracias temminckii) és una espècie d'ocell de la família dels coràcids (Coraciidae) que habita boscos, zones obertes i terres de conreu de Sulawesi.